# Белгатойская мечеть
Белгатойская мечеть (чечен. БелгIатара шира маьждиг) — одна из самых старых сохранившихся мечетей в Чеченской Республике. Основана в 1770 году в селении Белгатой на территории современного Веденского района. Является памятником культурного наследия.

## История
Белгатойская мечеть расположена в горном части Чеченской республики на высоте 785 метров над уровнем моря. На месте нынешней мечети в селении Белгатой Веденского района ещё в XVII веке был выделен земельный участок для коллективной молитвы мусульман, а затем в 1691 году на этом месте была построена небольшая деревянная мечеть. В этой мечети также была открыта одна из первых на территории Чечни религиозных школ (чечен. хьуьжар), выпускниками которой стали известные богословы Гойсум-мулла, Гази-Мухаммад, Арса, Мусха, Мадал-Хаджи, Гирмсултан и другие.
После того, как мечеть устарела, она была разобрана. Жителями селения были собраны средства для возведения новой мечети из камня. Белгатойцами были приглашены мастера-каменщики из соседнего аула Дарго. Инициатором и организатором строительных работ был Тучлов-хаджи, сын Ады. Об этом повествует запись на настенном камне мечети. Согласно записи на камнях мечети, она построена в 1770 году по Григорианскому календарю. При необходимости проводились реставрационные работы, замена крыши и потолка, а также некоторых частей стен. Обновления и планировка внутреннего убранства мечети в целом проводились без значительных изменений.
В 1930—1990 годы мечеть была отведена под колхозный склад. И это несмотря на то, что, кроме односельчан и соседей из других сел, здесь совершали молитву известные богословы, в частности, шейх Магомед Ярагский, стоящий на 33-м месте «золотой цепи» накшбандийских шейхов, идущих от Пророка Мухаммада, Ташев-Хаджи, Кунта-Хаджи из Илсхан-Юрта, Шоип Центароевский, а также известные чеченцы — Байсангур Беноевский, Бейбулат Таймиев, имам Шамиль и его наибы, и другие известные герои горцев.
Мечеть является одним из символов Веденского района. Белгатоевская мечеть в 1845 году была свидетелем Даргинского похода (сухарная экспедиция).
В настоящее время к мечети проведены газ и вода, а также сделан ремонт дороги, ведущей к мечети.